# Portret damy w czarnej mantyli
Portret damy w czarnej mantyli (hiszp. Dama con mantilla negra) – obraz olejny hiszpańskiego malarza Francisca Goi. 

## Okoliczności powstania
Po zakończeniu hiszpańskiej wojny niepodległościowej, toczonej przeciwko Napoleonowi i przywróceniu monarchii absolutnej, w Hiszpanii zapanował terror i prześladowania liberałów, zwolenników konstytucji oraz popierających Francuzów (tzw. afrancesados – sfrancuziałych), z którymi sympatyzował Goya. Obawiając się konfiskaty majątku i poważniejszych represji w 1824 roku Goya wyjechał do Bordeaux, miasta skupiającego hiszpańską burżuazję na emigracji. W latach 20. Goya namalował wiele portretów jako dowód wdzięczności za pomoc udzieloną w niepewnych czasach oraz na emigracji. Portretował głównie swoich przyjaciół, z którymi ponownie spotkał się na emigracji (np. poetę Leandra de Moratína), oraz osoby z bliskiego mu otoczenia. W tych okolicznościach najprawdopodobniej powstał Portret damy w czarnej mantyli, datowany na 1824 rok.
Brak jednoznacznej dokumentacji pozwalającej na identyfikację portretowanej. Prawdopodobnie należała do kręgu przyjaciół Goi w Bordeaux, na co wskazuje lekko rozbawiona mina, z jaką została przedstawiona, sugerująca pewną zażyłość. Możliwe, że portret przedstawia Leokadię Zorrillę (1788–1856), kochankę malarza. Leokadia zamieszkała z Goyą krótko po śmierci jego żony i opiekowała się nim do końca życia, także na emigracji. W 1824 roku Leokadia miała 36 lat. Możliwe także, że portret przedstawia Catalinę Moreno, kochankę markiza de San Adrían.

## Opis obrazu
Portret przedstawia kobietę w półpostaci, jest lekko obrócona w lewo, ale uśmiechając się, kieruje wzrok w stronę widza. Jej rysy są dojrzałe, a karnacja jasna o zaróżowionych policzkach. Ma na sobie tradycyjny hiszpański strój: czarną suknię i koronkową mantylę okrywającą głowę i ramiona. Włosy są zebrane dużym grzebieniem typu peineta. Podobnie jak w innych portretach namalowanych przez Goyę około 1824 roku, detale, takie jak czarna koronka, kolczyk i grzebień, są namalowane w swobodnym stylu. Charakterystyczne dla twórczości artysty z tego okresu są również odcienie szarości, zieleni i bieli, których użył do oddania koloru skóry. Na twarzy widoczne są także impasty, których kolorystyka i ciężar są stonowane. Neutralne tło ma szary kolor, którego Goya użył także miejscami w mantyli.
Według José Gudiola technika jest zbliżona do Portretu kobiety w mantyli, którego bohaterka również pozostaje niezidentyfikowana.

## Proweniencja
Obraz, który powstał w Bordeaux, należał do kolekcji historyka Aureliana de Beruete w Madrycie. Następnie należał do kolekcji Dannant w Paryżu i markiza de la Vega Inclán w Madrycie. W 1905 został zakupiony przez National Gallery of Ireland.